# Barlangkutatás (folyóirat)

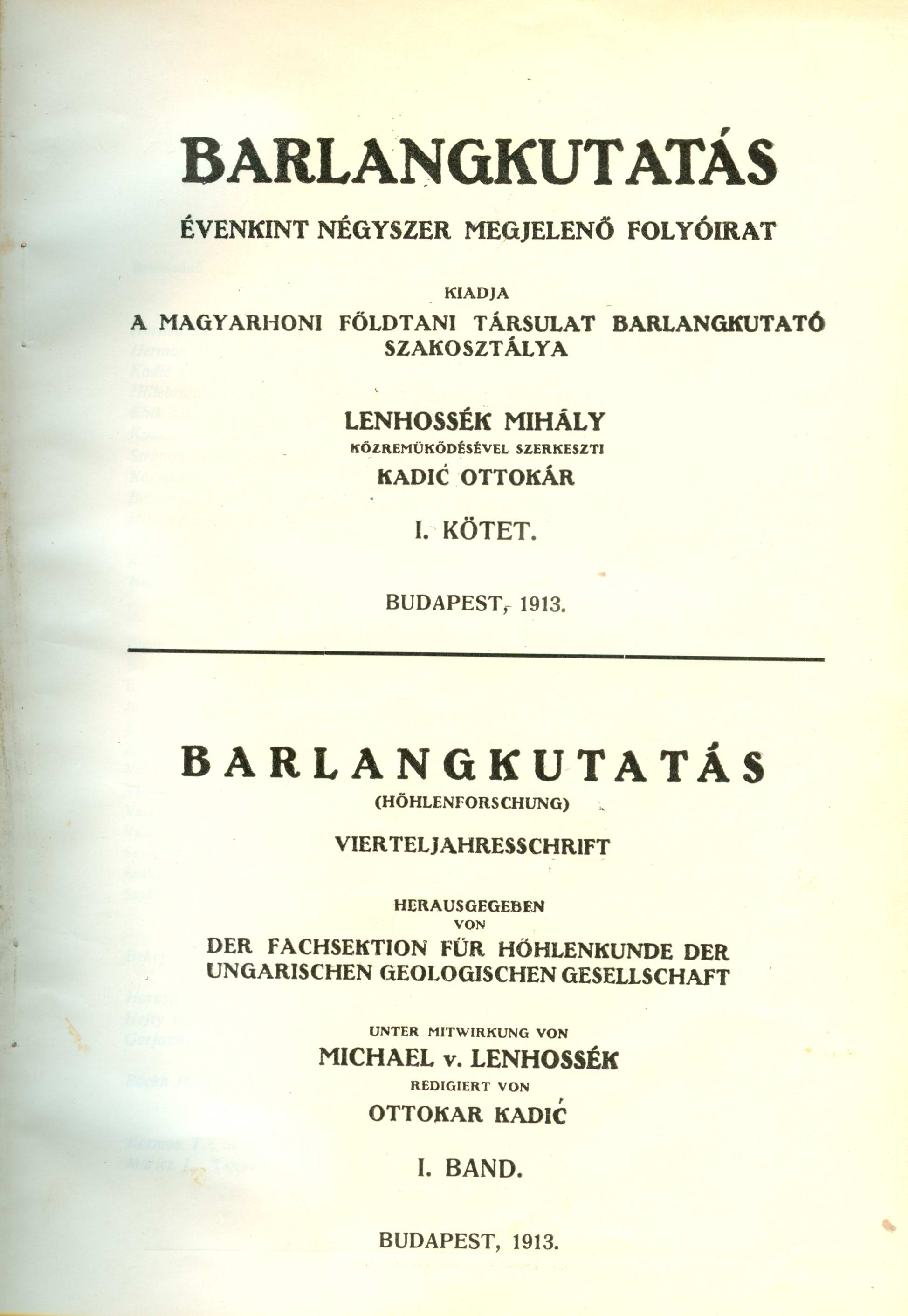
A Barlangkutatás című folyóirat első évfolyamának (1913) címoldala

A Barlangkutatás – Höhlenforschung az 1913. február 20-án Szakosztállyá alakult Magyarhoni Földtani Társulat Barlangkutató Szakosztályának önálló, kétnyelvű (magyar-német) szakfolyóirata volt.

## Előzmények
Az 1910-ben megalakult Barlangkutató Bizottság fennállásának három éve alatt közleményeit az anyaegyesület folyóiratában, a Földtani Közlönyben, külön függelékben tette közzé. A „Közlemények” 13 alkalommal jelentek meg, összesen 105 oldal terjedelemben. A Barlangkutatás című folyóirat megindulását követően ez a rovat megszűnt.

## Leírása
Az első száma 1913 márciusában jelent meg. 1926-tól a Magyar Barlangkutató Társulat adta ki. A magas szakmai színvonalú kiadvány 1944-ben szűnt meg, s az eltelt idő alatt az összevonások következtében 15 kötete jelent meg, 27 füzetben, összesen 2375 oldal terjedelemben. Kezdetben a szakcikkek mellett a barlangkutatás közérdekű híreit is tartalmazta. 1926-tól a Barlangvilág megindulását követően fénykép- és térképmellékletekkel gazdagon illusztrálva csak a dokumentációs munkák s a tudományos kutatások eredményeinek közkinccsé tételét szolgálta.

## Adatok
Kadić Ottokár szerkesztésében, Lenhossék Mihály közreműködésével:
- 1913. I. kötet – 1, 2, 3, 4. szám
- 1914. II. kötet – 1, 2, 3, 4. szám
- 1915. III. kötet – 1, 2, 3–4. szám

Kadić Ottokár szerkesztésében, Kormos Tivadar közreműködésével:
- 1916. IV. kötet – 1, 2, 3–4. szám
- 1917. V. kötet – 1, 2, 3–4. szám
- 1918. VI. kötet – 1–4. szám

Kadić Ottokár és Vogh Viktor szerkesztésében:
- 1919. VII. kötet – 1–4. szám
- 1920. VIII. kötet – 1–4. szám

Kadić Ottokár és Ferenczi István szerkesztésében:
- 1921. IX. kötet – 1–4. szám

Vigh Gyula szerkesztésében:
- 1922–1925. X–XIII. kötet – 1–4. szám
- 1926–1927. XIV–XV. kötet – 1–4. szám

Kadić Ottokár szerkesztésében:
- 1938. XVI. kötet – 1. szám
- 1940. XVI. kötet – 2. szám
- 1943. XVI. kötet – 3. szám
- 1944. XVII. kötet – 1. szám

## Elérhetőségei
- EPA
- A Magyar Karszt- és Barlangkutató Társulat honlapja
- Természetvédelem.hu